# Hamish Linklater
Pour les articles homonymes, voir Linklater.
Hamish Linklater, né le 7 juillet 1976 à Great Barrington (Massachusetts), est un acteur américain. Son rôle le plus connu est celui de Matthew dans la sitcom Old Christine.

## Biographie
Hamish Linklater est le fils de Kristin Linklater (en), spécialiste du travail de la voix pour les acteurs et fondatrice d'une troupe shakespearienne, fille de l'écrivain Eric Linklater. Il baigne dès son enfance dans le milieu du théâtre : alors qu'il a trois ans, sa mère le fait figurer comme changeling dans Le Songe d'une nuit d'été pour éviter de devoir payer une baby-sitter. À huit ans, il commence à tenir des petits rôles dans des pièces de Shakespeare. Il fait ses études à la Commonwealth School (en) à Boston, puis à Amherst College.
Il tient pendant quatre ans le rôle de Matthew, frère de Julia Louis-Dreyfus, dans la sitcom Old Christine. Il apparaît également dans Les 4 Fantastiques. Il se fait remarquer pour ses prestations dans Le Marchand de Venise et Le Conte d'hiver en 2010. En 2011, il remporte un Obie pour son rôle dans The School for Lies de David Ives ; il apparaît dans le rôle principal de The Future (film) de Miranda July et fait ses débuts à Broadway aux côtés d'Alan Rickman, Jerry O'Connell, Lily Rabe et Hettienne Park dans Seminar de Theresa Rebeck (en).

## Vie privée
De 2002 à 2012, il a été marié à la dramaturge américaine Jessica Goldberg. En avril 2007, ils ont accueilli leur premier enfant, une petite fille prénommée Lucinda Rose Linklater. Depuis 2014, il est en couple avec l'actrice américaine Lily Rabe qu'il a rencontrée depuis plusieurs années à Broadway, à New York. En décembre 2016, ils annoncent attendre leur premier enfant via un cliché posté sur les réseaux sociaux.

## Filmographie

### Cinéma

#### Acteur
- 2000 : Groove (en) : David Turner
- 2003 : Final Draft : Marty
- 2005 : The Sailor's Girl
- 2005 : Everything's Gone Green : William
- 2005 : Les 4 fantastiques (Fantastic Four) : Leonard
- 2011 : The Future : Jason
- 2012 : Battleship : Cal Zapata
- 2012 : Lola Versus : Henry
- 2013 : 42 : Ralph Branca
- 2014 : Deuxième chance à Brooklyn (The Angriest Man in Brooklyn) : Tommy Altmann
- 2014 : Magic in the Moonlight de Woody Allen : Brice Catledge
- 2015 : The Big Short : Le Casse du siècle d'Adam McKay: Porter Collins
- 2016 : One More Time de Robert Edwards : Tim
- 2016 : Ithaca de Meg Ryan : Tom Spangler
- 2017 : Unicorn Store de Brie Larson : Gary
- 2022 : Dead for a Dollar de Walter Hill
- 2024 : Nickel Boys de RaMell Ross
- 2024 : The Life of Chuck de Mike Flanagan : le reporter américain

#### Réalisateur
- 2023 : Downtown Owl (co-réalisé avec Lily Rabe)

### Télévision
- 2000 - 2001 : Gideon's Crossing : Docteur Bruce Cherry (20 épisodes)
- 2002 : Untitled Eric Gilliland Project (téléfilm)
- 2002 : En direct de Bagdad (Live from Baghdad) : Richard Roth
- 2004 : Mes plus belles années : Stan Silver (9 épisodes)
- 2004 : 5 jours pour survivre (5ive Days to Midnight) : Carl Axelrod (5 épisodes)
- 2006 - 2010 : Old Christine : Matthew Kimble (88 épisodes)
- 2007 : Pushing Daisies (Saison 1 Épisode 5 : Remise en selle) : John Joseph Jacobs
- 2012 : The Big C : Dave Cooper (4 épisodes)
- 2012 : New York, unité spéciale (saison 14, épisode 5) :  David Morris
- 2013 : The Crazy Ones : Andrew (22 épisodes)
- 2013 : The Newsroom : Jerry Dantana
- 2017 : Legion : Clark (22 épisodes)
- 2017 : Fargo : Larue Dollard (4 épisodes)
- 2020 : Le Fléau : Dr Ellis[4]
- 2021 : Tell Me Your Secrets : John Tyler (10 épisodes)
- 2021 : Sermons de minuit (Midnight Mass) : père Paul Hill / Monseigneur John Pruitt (7 épisodes)
- 2022 : Gaslit (mini-série) : Jeb Magruder
- 2024 : Chasse à l'homme (Manhunt) : Abraham Lincoln
- 2024 : Batman, le justicier masqué : Bruce Wayne / Batman (voix originale)